# Parastesilea scutellaris
Parastesilea scutellaris är en skalbaggsart som först beskrevs av Francis Polkinghorne Pascoe 1865.  Parastesilea scutellaris ingår i släktet Parastesilea och familjen långhorningar.
Artens utbredningsområde är Sulawesi. Inga underarter finns listade i Catalogue of Life.